# Sede titular
Una sede titular en la Iglesia católica es una diócesis (o archidiócesis) que ha cesado de tener un territorio definido bajo el gobierno de un obispo y que hoy existe únicamente en su título.
Las sedes episcopales (las diócesis) con territorio definido confiado a un obispo con jurisdicción sobre ese territorio son llamadas sedes residenciales para distinguirlas de las sedes titulares.

## Relación con los obispos titulares
Un obispo titular no es necesariamente uno al que se asigna una sede titular. De hecho, muchos obispos titulares no tienen ninguna sede titular. El Código de Derecho Canónico del 1983 define a los obispos titulares como todos los que no son obispos diocesanos: "Se llaman diocesanos, los Obispos a los que se ha encomendado el cuidado de una diócesis; los demás se denominan titulares." Son claramente titulares los obispos coadjutores y los eméritos, pero no tienen sede titular: son denominados según las sedes a las que son destinados o que han dejado de gobernar. (Antes de la reforma del derecho canónico del 1983, los obispos diocesanos se llamaban "residenciales" y todos los demás, incluidos los coadjutores y eméritos, tenían cada uno una sede titular.)
El Código de Derecho Canónico dice: "A no ser que por la naturaleza del asunto o por prescripción del derecho conste otra cosa, se equiparan en derecho al Obispo diocesano aquellos que presiden otras comunidades de fieles de las que se trata en el c. 368," y en el citados canon 368: "Iglesias particulares, en las cuales y desde las cuales existe la Iglesia católica una y única, son principalmente las diócesis a las que, si no se establece otra cosa, se asimilan la prelatura territorial y la abadía territorial, el vicariato apostólico y la prefectura apostólica así como la administración apostólica erigida de manera estable." Los vicarios apostólicos son obispos que rigen comunidades de fieles no en nombre propio sino en nombre del Papa y son nombrados a una sede titular. También los prefectos y los administradores apostólicos no son necesariamente obispos y no gobiernan en nombre propio. Pero entre los canonistas hay diversidad de opiniones sobre la clasificación como titulares o diocesanos de los obispos que son a cargo del gobierno de una prelatura territorial o un ordinariato militar y que son consagrados obispos precisamente de la Iglesia particular que gobiernan en nombre propio y no como obispos de una sede titular.
Un obispo titular es miembro del Colegio Episcopal y, a pesar de no recibir el encargo de pastor en nombre propio de una Iglesia particular, cumple funciones episcopales, colaborando como obispo auxiliar con el obispo diocesano en el gobierno de su Iglesia, o bien participando en el ministerio de pastor universal del romano pontífice en el gobierno de la Iglesia universal como oficial de la Santa Sede o como cabeza de ciertas jurisdicciones equivalentes bajo el derecho canónico a diócesis.

## Historia
Según el Anuario Pontificio, el origen de los obispos titulares se remonta al siglo IV. El canon 8 del Concilio de Nicea I permitió conceder a los obispos novacianos convertidos retener el título y el honor de obispos, pero sin el cargo.
Más tarde, muchos obispos fueron expulsados por los sarracenos en los siglos VII y VIII (en Oriente, en África, en España), por los paganos en el siglo XIII (en Livonia), y por los turcos después de la caída de Tierra Santa (a partir del 1268) que los obispos de Occidente recibieron como obispos auxiliares. Después de la muerte de estos obispos fueron consagrados otros como sus sucesores, constituyendo líneas de sucesión de obispos para las sedes en territorios gobernados por no cristianos (in partibus infidelium).
El canonista Prospero Fagnani Boni (1588-1678) afirmó que el reglamentado nombramiento de obispos de estas sedes, que más tarde se llamarían titulares, tuvo lugar por ocasión del Concilio de Letrán V, cuando en su sesión 10 (4 de mayo de 1515) el papa León X renovó la prohibición de la constitución In plerisque del Concilio de Vienne (1311–1312) de la elección y la consagración sin licencia papal de nuevos obispos para esas sedes, y ordenó que fuese observada inviolablemente fuera de los casos en que por causa justa fuese permetido por el papa y los cardenales reunidos en consistorio. Auguste Boudinhon interpretó el decreto de León X como concesión a favor de únicamente los cardinales, privilegio extendido por Pío V a aquellas sedes en donde era costumbre que hubiera un obispo auxiliar y luego más ampliamente.
La expresión in partibus infidelium fue abrogada por la Congregación de Propaganda Fide con una carta de 3 de marzo de 1882. El motivo parece haber sido la protesta de gobernantes de estados cristianos que en el siglo XIX obtuvieron la independencia del Imperio turco y no deseaban ser designados como región de infieles. En la carta In suprema de 10 de junio de 1882 el papa León XIII personalmente adopta la nueva terminología obispo titular.

## Lista de las sedes titulares
En 1851 la publicación anual de la Santa Sede que desde 1861 tomó el nombre de Anuario Pontificio comenzó a publicar una lista de tales sedes sin pretender que fuese completa: indicaba solo aquellas efectivamente en uso por parte de la Curia Romana.
El 1933 la Sagrada Congregación Consistorial publicó el Index sedium titularium archiepiscopalium et episcopalium, una compilación confiada por el cardenal prefecto Raffaele Carlo Rossi al religioso asuncionista Siméon Vailhé (1873-1960), que enumera 1712 sedes. Entre ellas algunas, por ejemplo Alba Marittima y Ossero, que difícilmente podían clasificarse como in partibus infidelium.
Desde entonces el Anuario Pontificio ha indicado que las sedes titulares están compiladas según el Index de 1933 con actualizaciones sucesivas. La edición de 1964 informa que las sedes titulares eran 1734, y la de 2013 da 2085 en total.

## Obispos con sede titular
Las sedes titulares son asignadas a:
- Los obispos auxiliares;
- Los obispos al servicio de la Santa Sede, es decir con encargo en dicasterios de la curia romana y representantes pontificios (nuncios y delegados apostólicos), si no son cardenales;
- Los obispos ordinarios de un exarcado, un ordinariato para los fieles de rito oriental, un vicariato apostólico, una administración apostólica (ya sea territorial o personal);
- Los administradores apostólicos que gobiernan temporalmente una Iglesia particular a nombre de la Santa Sede;
- Cualquier otro obispo a que no le fue asignada la cura pastoral de una diócesis, por ejemplo algunos rectores de universidades católicas.

Algunos de estos cargos pueden ser desempeñados por personas que son obispos de una sede residencial (por ejemplo un ordinario para los fieles de rito oriental o un administrador apostólico) y que por eso no reciben también una sede titular.
En el pasado se asignaron sedes titulares a:
- Los obispos residenciales renunciados, hasta 1970;[24] con la publicación del nuevo Código de derecho canónico en 1983, a estos obispos se les asignó el título de obispo emérito de la diócesis a la cual renunciaron.;[25]
- Los obispos coadjutores, hasta 1976;[26] a estos prelados se les asigna ahora el título de la sede sobre la que tienen derecho de sucesión;[27]
- Los obispos prelados de las prelaturas territoriales, hasta 1977;[28] hoy le es asignado el título de obispo prelado de la prelatura que gobiernan;
- Los ordinarios militares, hasta 1997.[29]

## Características
Durante la expansión histórica del cristianismo, la Iglesia católica se agrandó, sin embargo, en algunas áreas del mundo en donde la religión cristiana una vez floreció, la presencia de la Iglesia católica está ahora disminuyendo o desapareciendo. Las Iglesias locales se dividieron separándose y otras fueron convertidas al islam. Otras sedes titulares surgieron por motivos de reorganizaciones de algunas diócesis que han sido absorbidas en una o más diócesis. Otras veces la ciudad sede de la diócesis fue relocalizada a otra ciudad y la diócesis en cuestión fue renombrada quedando como titular la sede original. La Iglesia católica adoptó la práctica de asignar obispos a sedes titulares como una forma de recordar esas diócesis.
Muy raramente la transferencia de un obispo diocesano a una sede titular ha sido usado por la Santa Sede para separar de sus responsabilidades a un obispo cuya conducta desaprueba. El 13 de enero de 1994, Jacques Gaillot, quien se negaba a dimitir a la diócesis de Évreux, fue designado obispo titular de Partenia.

## En las Iglesias ortodoxas
La concesión de sedes titulares es ocasionalmente practicada en la Iglesia ortodoxa, por ejemplo, para evitar causar una ofensa o confusión cuando un obispo ortodoxo sirve en un lugar que es también la sede de un obispo no ortodoxo. El patriarcado de Constantinopla conserva también los títulos de sedes que existían en Turquía antes del intercambio de poblaciones entre Grecia y Turquía de 1923.